# Musée des Antiquités (Rouen)
Le musée des Antiquités est un musée de Rouen. Le label musée de France lui a été attribué.
Auparavant nommé « musée départemental des Antiquités », le musée est transféré le 1er janvier 2016 à la métropole Rouen Normandie au sein de la réunion des musées métropolitains Rouen Normandie sous le nom simplifié de « musée des Antiquités ».

## Histoire
Le musée a été créé en 1831 pour accueillir les vestiges issus des fouilles effectuées à Lillebonne, sous l'impulsion, notamment, du préfet Henri Dupont-Delporte. Le premier directeur du musée fut Achille Deville et l'un de ses premiers conservateurs a été l'abbé Cochet. Léon de Vesly en a été le directeur.
Le musée est victime d'un incendie le 21 avril 1894.
Un projet vise à réunir le musée des Antiquités et le muséum pour faire un nouveau pole muséal en 2028. En raison des travaux, les galeries du musée des Antiquités ferment leurs portes le 22 septembre 2024.

## Directeurs
- 1831- : Achille Deville (1789-1875)
- vers 1858 : André Pottier (1799-1867)
- 1905- : Léon de Vesly (1844-1920)
- -1925 : Jules Vernier (-1925)
- 1925-1930 : Raphaël Garreta (1851-1930)
- 2008-2018 : Caroline Dorion-Peyronnet
- 2018-en cours : Mathilde Schneider

| Portrait                                                                       | Identité                                    | Période          | Période     | Durée  |
| Portrait                                                                       | Identité                                    | Début            | Fin         | Durée  |
| ------------------------------------------------------------------------------ | ------------------------------------------- | ---------------- | ----------- | ------ |
| Pas de portrait sous licence libre disponible pour Achille Deville.            | Achille Deville (1789 - 1875)               | 19 décembre 1831 | XIXe siècle |        |
| Pas de portrait sous licence libre disponible pour André Pottier.              | André Pottier (1799 - 1867)                 | 1858             |             |        |
| Jean Benoît Désiré Cochet                                                      | Jean Benoît Désiré Cochet (1812 - 1875)     | 1867             | 1875        | 8 ans  |
| Pas de portrait sous licence libre disponible pour Charles Maillet du Boullay. | Charles Maillet du Boullay (1829 - 1891)    | 1875             | 1891        | 16 ans |
| Gaston Le Breton                                                               | Gaston Le Breton (1845 - 1920)              | 1891             | 1905        | 14 ans |
| Léon de Vesly                                                                  | Léon de Vesly (1844 - 1920)                 | 1905             | 1920        | 15 ans |
| Pas de portrait sous licence libre disponible pour Jules Vernier.              | Jules Vernier (d) (1866 - 1925)             | 1920             | 1925        | 5 ans  |
| Pas de portrait sous licence libre disponible pour Raphaël Garretta.           | Raphaël Garretta (1851 - 1930)              | 1925             | 1930        | 5 ans  |
| Maurice Allinne                                                                | Maurice Allinne (1868 - 1942)               | 1930             | 1942        | 12 ans |
| Pas de portrait sous licence libre disponible pour Robert Flavigny.            | Robert Flavigny (1904 - 1959)               | 1942             |             |        |
| Pas de portrait sous licence libre disponible pour Caroline Dorion-Peyronnet.  | Caroline Dorion-Peyronnet (d) (née en 1976) | 2008             | 2018        | 10 ans |
| Pas de portrait sous licence libre disponible pour Élisabeth Chirol.           | Élisabeth Chirol (1915 - 2001)              |                  |             |        |
| Pas de portrait sous licence libre disponible pour Geneviève Sennequier.       | Geneviève Sennequier (d)                    |                  |             |        |

## Site
Pour accueillir le nouveau musée départemental, le choix s'est porté sur l'ancien couvent Sainte-Marie (XVIIe siècle). Le couvent avait été bâti de 1680 à 1691. L'église conventuelle commencée le 6 août 1711 par l'architecte dominicain Pierre Caumont et achevée au XVIIIe siècle fut détruite pendant la Révolution. Le bâtiment fait l’objet d’un classement au titre des monuments historiques par la liste de 1862.
Le musée des Antiquités se trouve au 198, rue Beauvoisine. Un accès est également possible par la rue Louis-Ricard (square André-Maurois). Ce site est desservi par la station de métro : Beauvoisine.

## Collections
Le musée abrite très majoritairement des collections de provenance régionale sur une période s'étalant de l’Âge du bronze à la Renaissance. Reflet d’une région particulièrement riche en vestiges archéologiques, il présente de très importantes séries protohistoriques, gallo-romaines et mérovingiennes qui permettent d’évoquer la vie matérielle de ces civilisations.
Les objets d’art du Moyen Âge et de la Renaissance, nombreux et de grande qualité, témoignent des différentes formes artistiques qui se sont développées en France et plus particulièrement en Normandie (orfèvrerie, ivoires, émaux, sculptures, vitraux, tapisseries). Les grands travaux d’urbanisme du XIXe siècle, à Rouen, ont été à l’origine du dépôt de belles pièces d’architecture en bois et de somptueux éléments de décor intérieur (XVe et XVIe siècles).
Le musée conserve également d’importantes collections non régionales telles que des objets de l'antiquité égyptienne ou grecque, ainsi que des pièces de l'antiquité tunisienne, témoignages des civilisations carthaginoise et de l'Afrique romaine. Il s'agit de legs des XIXe et XXe siècles.

### Âge des métaux

#### Âge de bronze
Les témoignages les plus anciens de l'âge du métal au musée datent de l'âge du bronze (entre 2300 et 800 avant Jésus-Christ). L'utilisation de cet alliage de cuivre et d'étain permet la diversification des procédés de fabrication et la création de toute une gamme d'objets nouveaux. Ainsi, le bronze obtenu sert-il à mettre à disposition de nouveaux types d'objets (épingles, fibules, rasoirs) et de nouvelles armes (haches, poignards ou épées). Il contribue également à mettre en place une caste de dirigeants. On y observe notamment des dépôts de haches à talon en bronze trouvés à Heuqueville, ainsi que des casques coniques surmontés d'une crête, parfois attribués fallacieusement aux Gaulois dans l'iconographie du XIXe siècle et du début du XXe siècle. On compte également une épée longue, ancêtre des épées gauloises. Il est tout à fait probable que les fabricants et les utilisateurs de ces objets étaient déjà des locuteurs de langue celtique.
Les objets présentés au musée viennent pour la plupart des départements de la Seine-Maritime et de l'Eure et ont été trouvés essentiellement dans des cachettes (dépôt d'objets rassemblés volontairement).

#### Âge du fer
L'âge du fer (entre 800 et 25 avant Jésus-Christ) correspond à la période gauloise à proprement parler. Les collections sont représentées surtout par des objets des IIe et Ier siècles av. J.-C.. Ce nouveau métal, plus facile à travailler et plus résistant, permet la fabrication d'objets et d'armes d'une variété encore plus grande que celle en bronze.
La collection est représentée notamment par les vestiges d'une tombe à char, une tombe de chef de la Tène, dont on conserve le cerclage en fer des roues (les jantes en fer), probable invention celtique, et différente pièce de fer de la nacelle et de l'attelage. Ce type de véhicule était appelé esseda par les Romains, terme probablement issu du gaulois *edsedon ou *adsedon, dont le radical est *sed « rester assis ». Un casque également gaulois est trouvé à Amfreville-sous-les-Monts comportant des éléments décoratifs, dont des triscèles.

### Antiquités gallo-romaines
Les collections gallo-romaines du musée ont été constituées à partir de fouilles archéologiques ou de découvertes fortuites. Elles sont réparties et présentées autour de trois grands thèmes : la vie quotidienne, l'habitat et les rites funéraires.
1. La vie quotidienne est représentée par un ensemble important de céramiques et de verreries, la plupart de fabrication régionale ou locale. Une vitrine est consacrée à la céramique décorée, notamment la sigillée, vaisselle de semi-luxe fabriquée dans des ateliers du centre et de l'Est de la Gaule.
2. L'habitat urbain gallo-romain est représenté au musée par la domus de la cour d'Albane. L'habitat rural prenait la forme d'une villa, le centre d'un domaine agricole. Les mosaïques, comme celles de Lillebonne ou de Brotonne exposées au musée, illustrent la richesse des décors qui ornaient les habitations les plus luxueuses.
3. De nombreuses nécropoles ont été retrouvées lors des fouilles et ont livré un important mobilier funéraire. Celles-ci nous montrent que l'inhumation et la crémation étaient en usage conjointement chez les Gallo-romains.

Parmi les éléments notables du musée, on peut citer : 
- l'oiseau de verre de Caudebec-lès-Elbeuf ;
- la mosaïque de Lillebonne ;
- une tête d'Apollon ou d'éphèbe.

### Antiquités orientales
La collection d’antiquités orientales du musée provient essentiellement du legs que fit l’abbé Henri de Genouillac (1881-1940), assyriologue, au musée d’archéologie de sa ville natale en 1940. De ses voyages en Mésopotamie (notamment dans le cadre de missions archéologiques à Kish et Tello), il rapporta une collection personnelle acquise sur le marché de l’art. Il s’agit d’objets de dimensions restreintes et très caractéristiques des productions orientales.
Deux axes majeurs caractérisent sa collection : 
1. elles illustrent hautes époques de l’histoire mésopotamienne (civilisation sumérienne),
2. elles témoignent de l’intérêt de Genouillac pour l’épigraphie.

Au sein de la collection Genouillac, la glyptique et les documents épigraphiques constituent la part la plus importante : 113 sceaux-cylindres et cachets, 5 empreintes et quelque 200 tablettes et/ou enveloppes inscrites. Cette prédominance des éléments inscrits témoigne bien de son goût initial pour l’épigraphie et de sa maîtrise parfaite de ces graphies anciennes. À moins de 30 ans, il publiait déjà un premier recueil épigraphique, Les Tablettes sumériennes archaïques, en 1909.

### Antiquités égyptiennes
La collection égyptienne du musée départemental des Antiquités a été constituée à partir de 1833, date à laquelle le Louxor, navire affrété pour Paris, accoste à Rouen pour trois semaines. Les équipages en profitent alors pour négocier des souvenirs rapportés d'Égypte. Dans la salle consacrée à l'Égypte, la civilisation y est évoquée selon trois aspects fondamentaux : une approche des pratiques funéraires (cônes, offrandes, ouchebtis, etc), une présentation des différents dieux et déesses de l'Égypte antique et un aspect de la vie quotidienne, notamment au travers de l'écriture.

### Moyen Âge
Le musée est riche en fibules et en bijoux de type germanique, dont l'essentiel a été exhumé dans le pays de Bray, lors de fouilles dans des cimetières mérovingiens, notamment celles réalisées par l'abbé Cochet. On y trouve aussi des armes de même origine et caractéristique de cette époque (angons, francisques, scramasaxes et spatha).
Une vitrine est réservée aux découvertes en rapport avec l'âge des Vikings, comme les fibules en carapaces de tortue provenant de la tombe de femme scandinave de Pîtres, ainsi que deux autres de provenance inconnue. On y note également des épées de fabrication anglo-saxonne utilisées par les Vikings.
De cette longue époque a émergé une profusion de productions artistiques. De la période mérovingienne jusqu'à la fin de l'époque gothique (XVe et XVIe siècles), le musée permet de découvrir toutes les formes d'art pratiquées à partir du Ve siècle.
Chaque période est présentée au travers des éléments fondamentaux qui la caractérisent. Les débuts de la christianisation de la Normandie sont représentés par les vestiges des premiers édifices religieux (églises ou monastères). L'influence grandissante de l'Église et de son importance dans la société médiévale expliquent la quantité d'objets à caractère religieux présentés : vitraux des églises de Rouen, chapiteaux sculptés de l'abbaye Saint-Georges de Boscherville, statues et fragments d'architecture sculptés, éléments de trésor (reliquaires, crosses d'abbé, vaisselle liturgique), retable de la Passion en albâtre provenant de Rouvray (fin du XVe).
La tapisserie des cerfs ailés, peut-être faite sur un dessin de Jean Fouquet (attribution incertaine)[réf. nécessaire], vers 1450, 3,47 × 3,80 m est dans un état de conservation exceptionnel. Les nombreux carreaux de pavement, rappellent la richesse des intérieurs profanes.

## Galerie

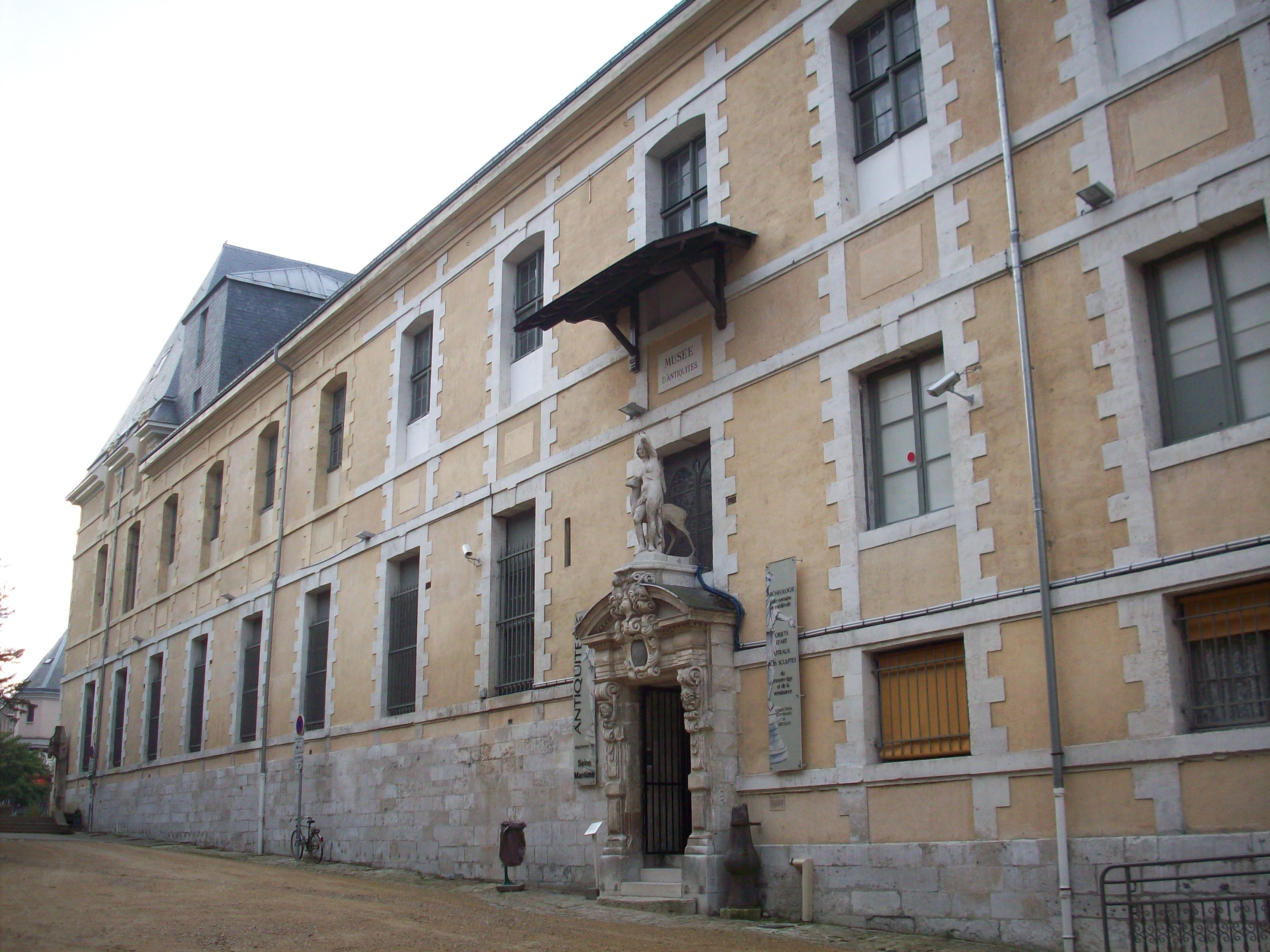
Entrée du musée.
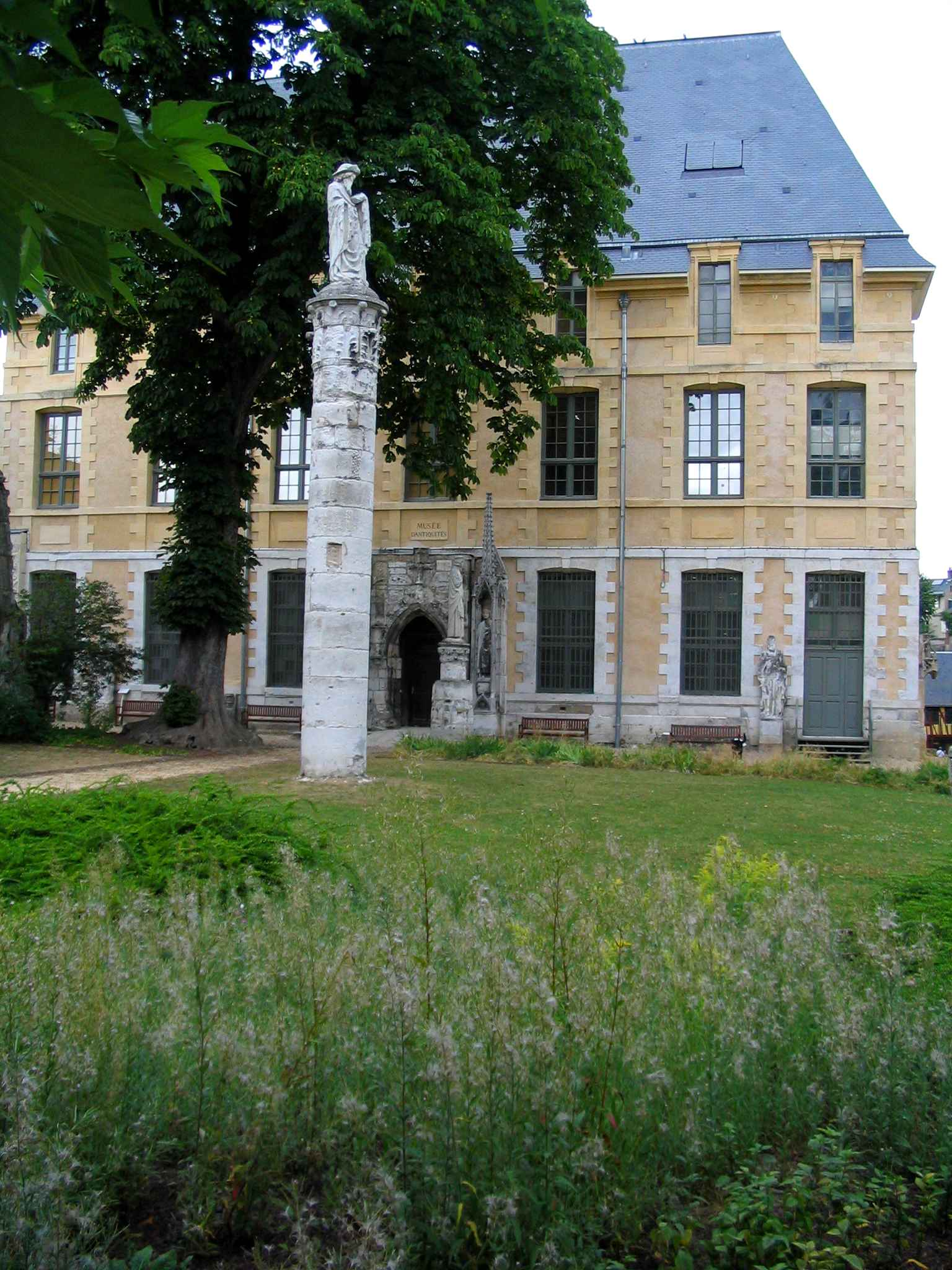
Jardin interne
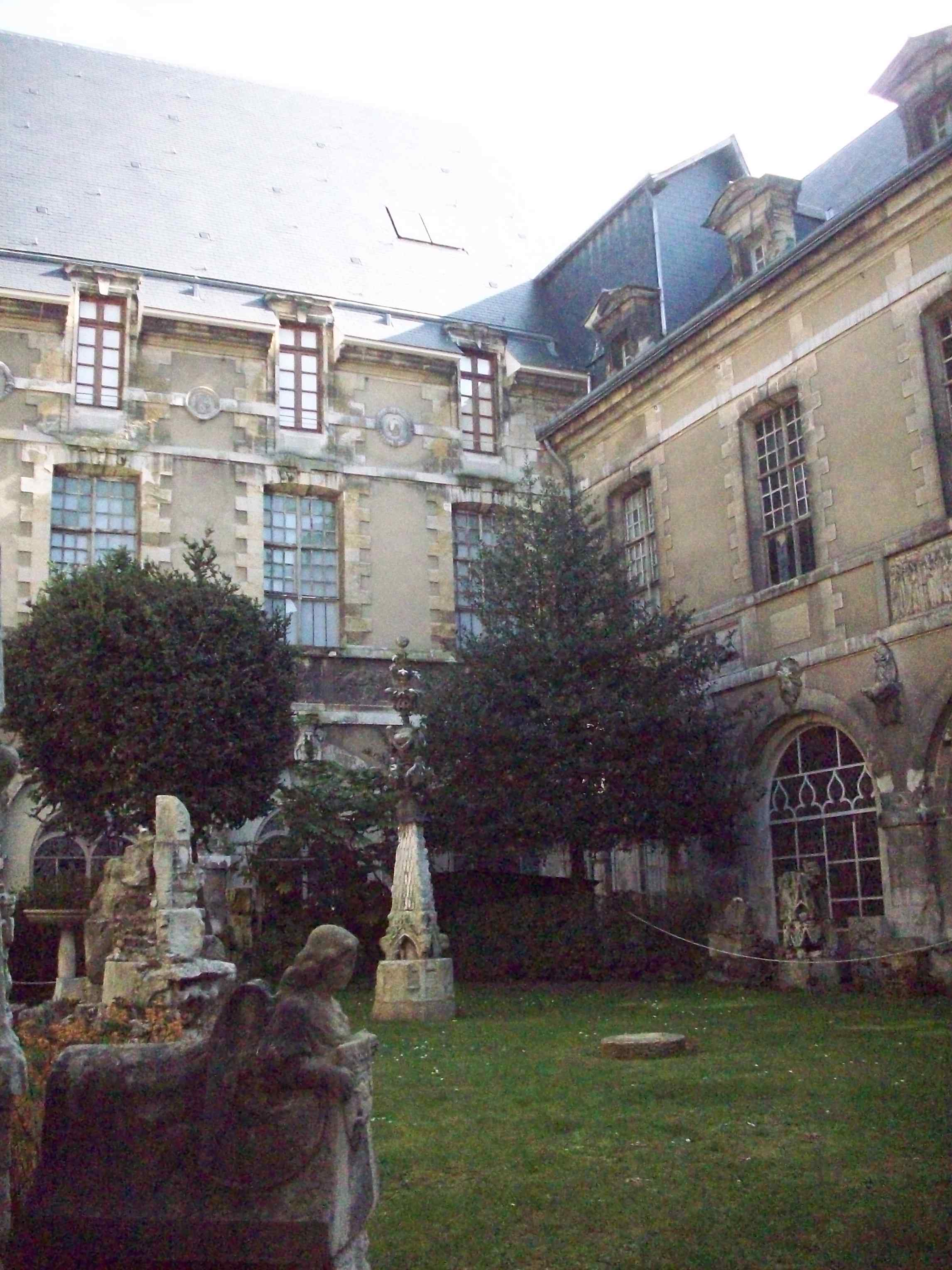
Cloître du couvent des Visitandines.
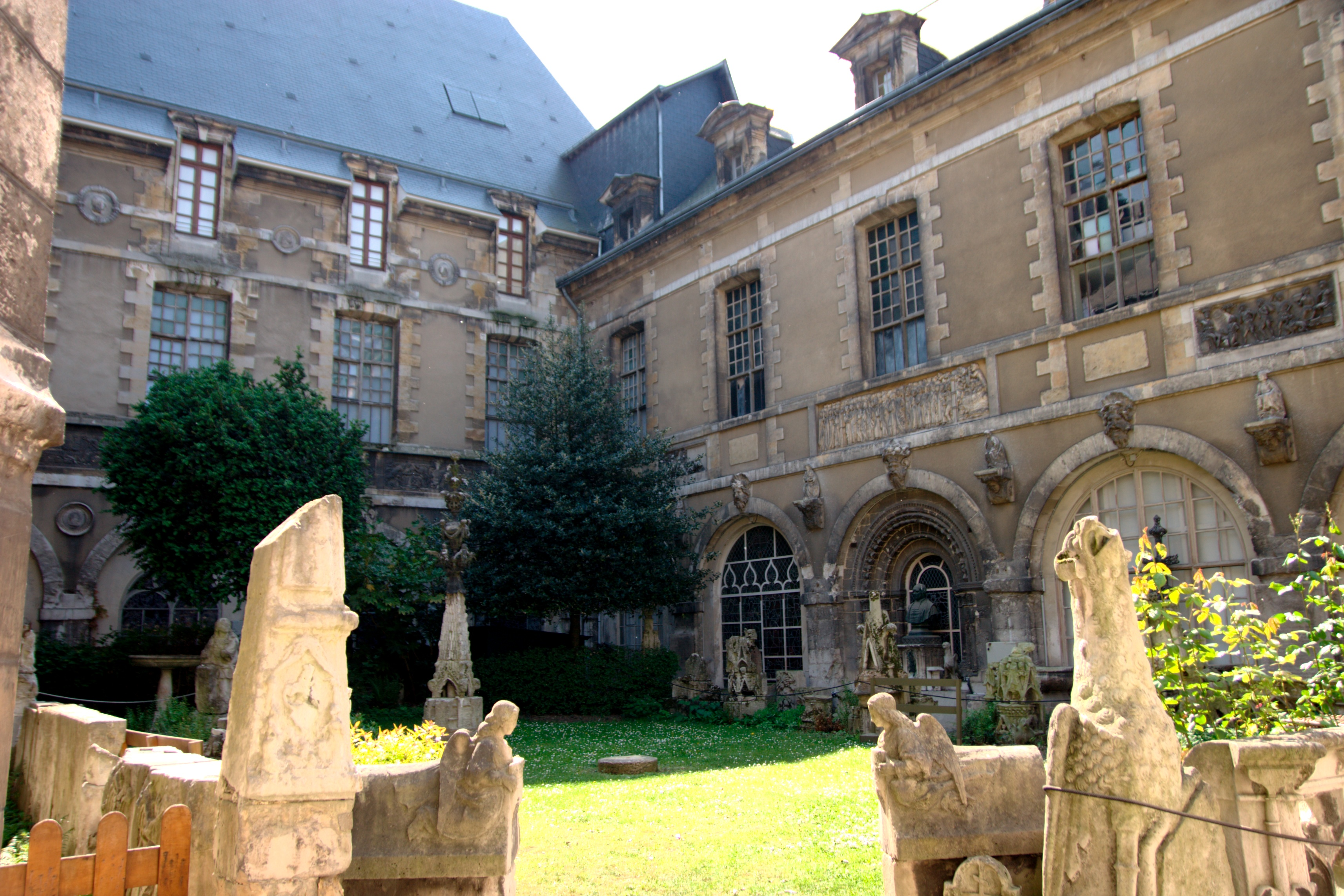
Autre vue du cloître.
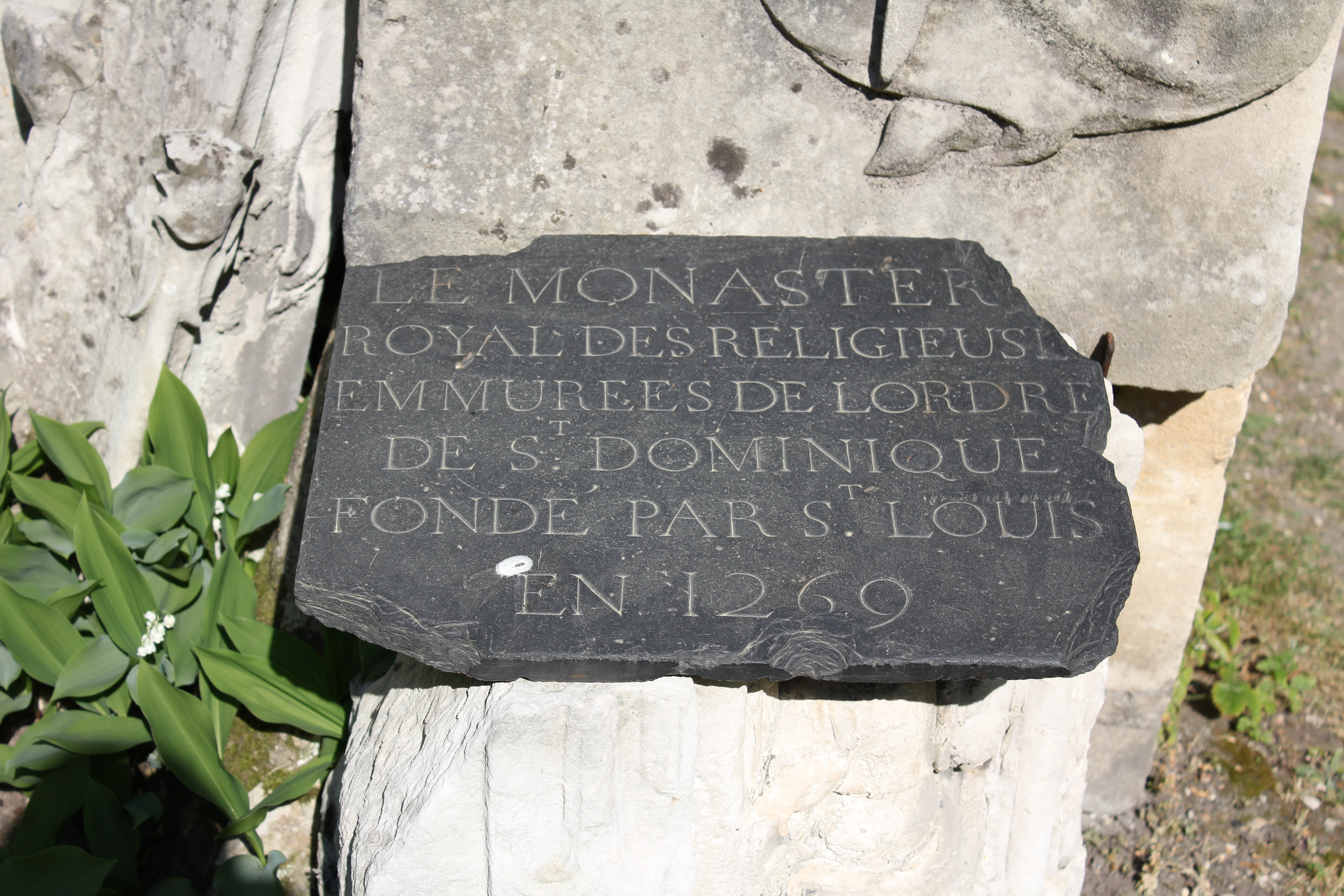
Plaque rappelant la fondation du monastère.
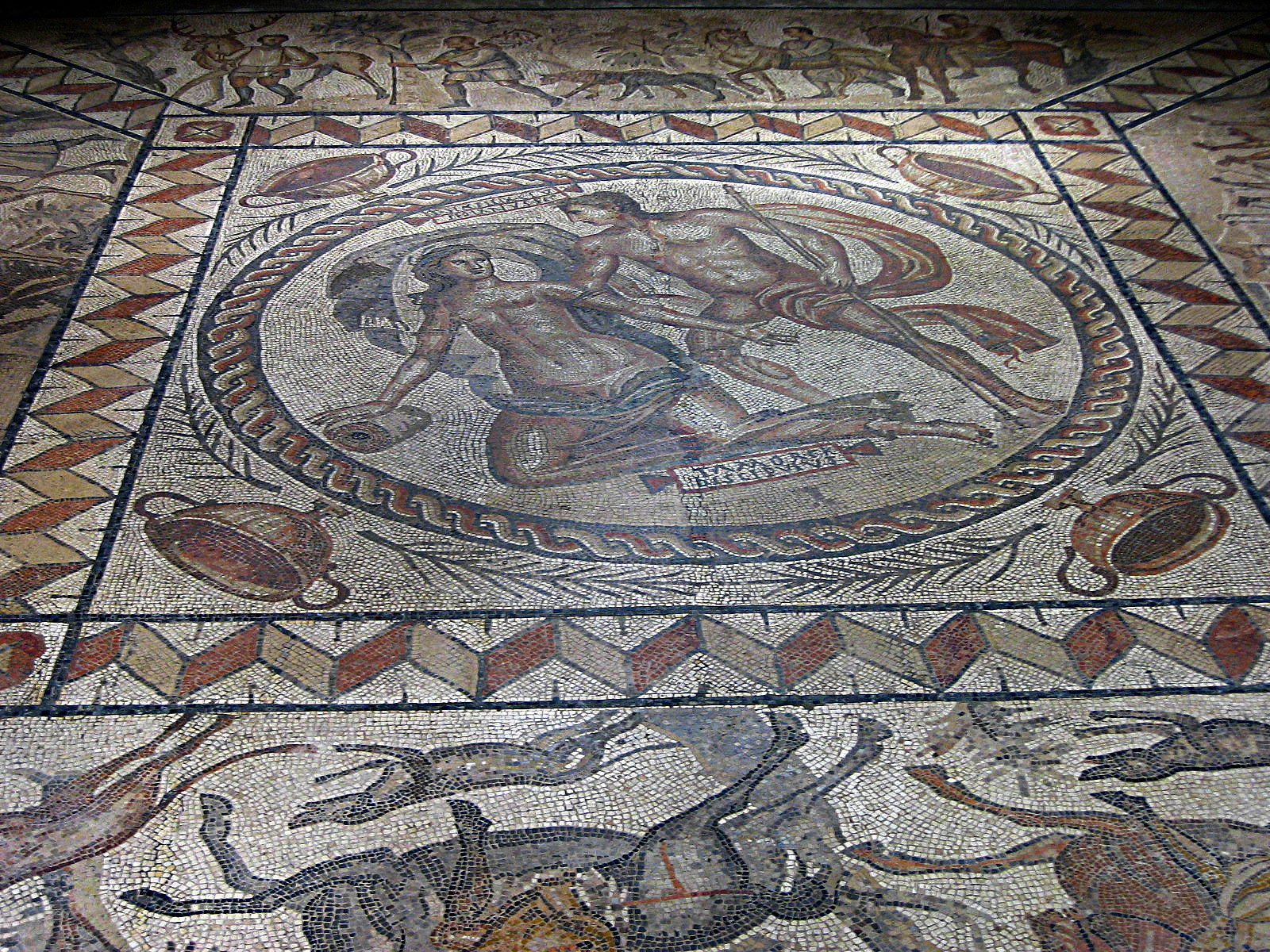
Mosaïque dite de Lillebonne.
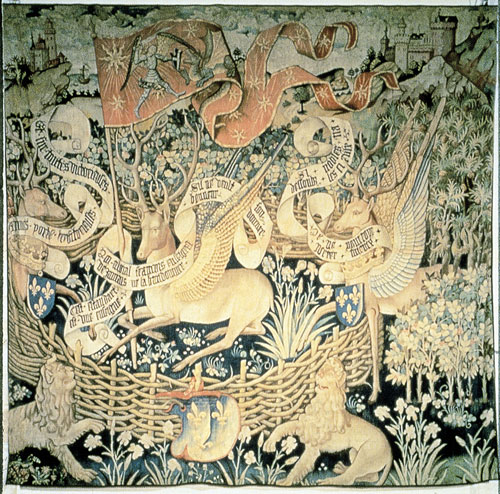
Tapisserie des Cerfs ailés, vers 1450.
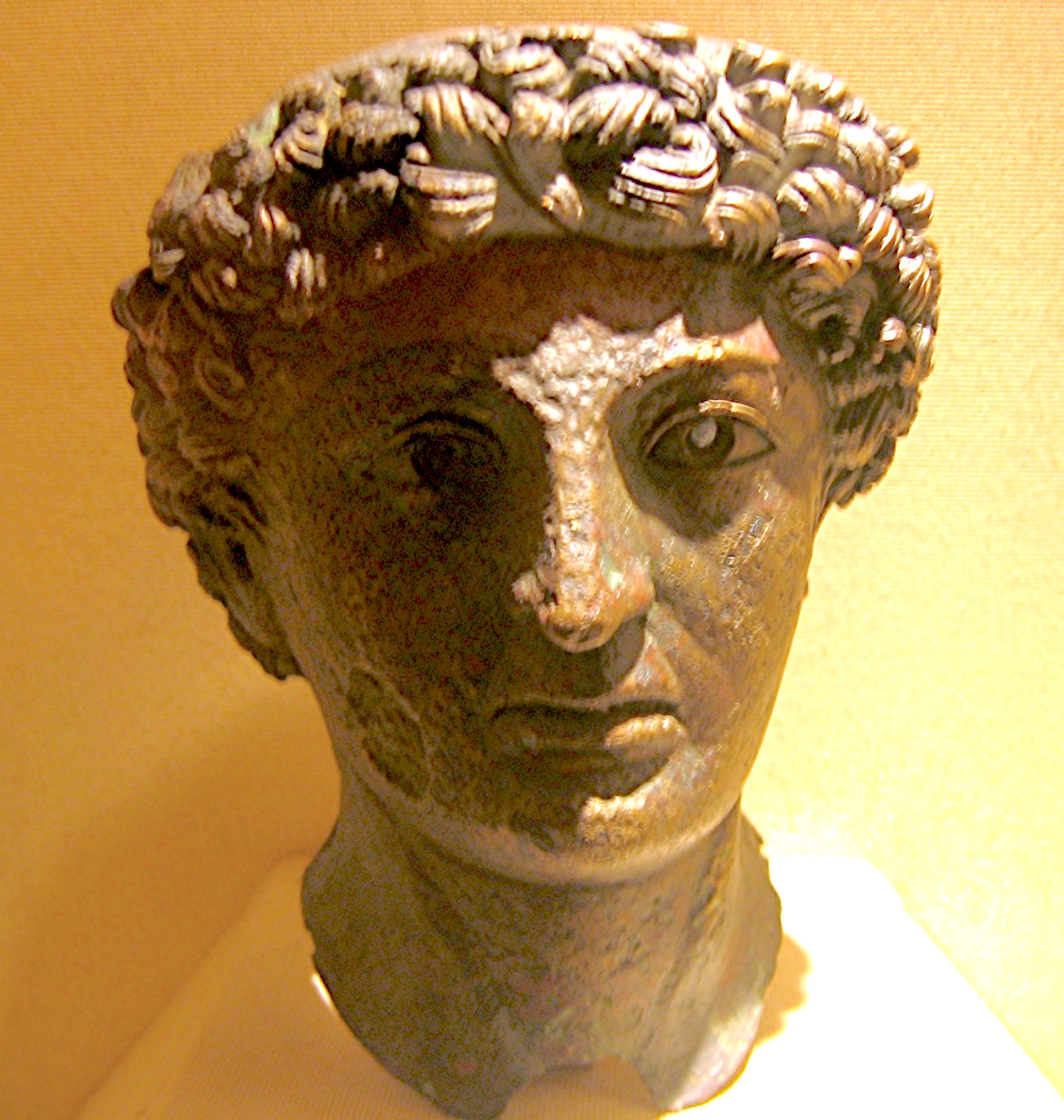
Tête d'un dieu gallo-romain en bronze, retrouvée à Lillebonne.
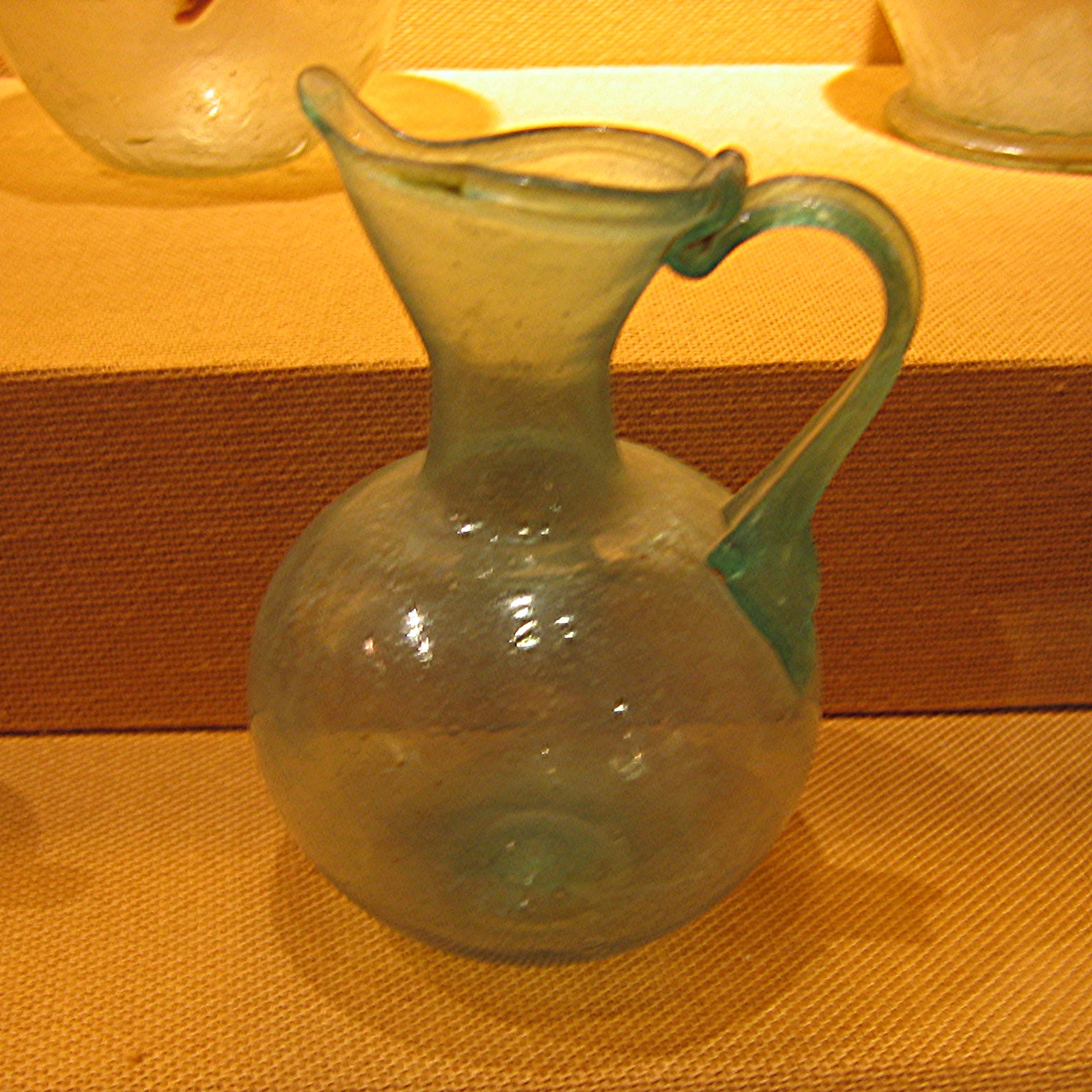
Verre romain.